# سكوت كونينغهام
سكوت كونينغهام (بالإنجليزية: Scott Cunningham)‏ هو كاتب أمريكي، ولد في 27 يونيو 1956 في Royal Oak ‏ في المملكة المتحدة، وتوفي في 28 مارس 1993 في سان دييغو في الولايات المتحدة.